# Wiese (Much)
Wiese ist ein Ortsteil der Gemeinde Much im Rhein-Sieg-Kreis. 

## Lage
Wiese liegt auf den Hängen des Bergischen Landes im Wahnbachtal. Nachbarorte sind Stompen im Westen, Bennrath im Südwesten und Leverath im Norden. Wiese ist über die Landesstraßen 189 und 352 erreichbar.

## Einwohner
1830 hatte Wies 15 Einwohner.
1901 hatte das Gehöft 14 Einwohner. Hier wohnten die Familien Ackerin Witwe Peter Josef Bonrath und Ackerer Joh. Füser.